# ビクトリア・クズモバ
ビクトリア・クズモバ（Viktória Kužmová, 1998年5月11日 - ）は、スロバキア・コシツェ出身の女子プロテニス選手。これまでにWTAツアーでダブルス2勝を挙げている。身長180cm、体重61kg。右利き、バックハンド・ストロークは両手打ち。WTAランキング最高位はシングルス43位、ダブルス29位。

## 来歴
クズモバは4歳からでテニスを始め、2014年にプロに転向した。2015年全米オープンジュニアダブルスで優勝、2016年全米オープンジュニアシングルスで準優勝している。
2017年全米オープンで予選を勝ち上がり4大大会に初出場、1回戦でビーナス・ウィリアムズに 3-6, 6-3, 2-6 で敗れた。
2019年5月のプラハ大会のダブルスでアンナ・カリンスカヤと組んで優勝し初のWTAタイトルを獲得した。2019年全仏オープンでは3回戦まで進出している。
2019年全米オープンではアリャクサンドラ・サスノビッチと組んだ女子ダブルスでベスト4に進出している。

## WTAツアー決勝進出結果

### ダブルス: 3回 (2勝1敗)
| 結果   | No. | 決勝日        | 大会                 | サーフェス    | パートナー               | 対戦相手                                              | スコア           |
| ------ | --- | ------------- | -------------------- | ------------- | ------------------------ | ----------------------------------------------------- | ---------------- |
| 準優勝 | 1.  | 2019年2月3日  | サンクトペテルブルク | ハード (室内) | アンナ・カリンスカヤ     | エカテリーナ・マカロワ マルガリータ・ガスパリアン     | 5–7, 5–7         |
| 優勝   | 1.  | 2019年5月4日  | プラハ               | クレー        | アンナ・カリンスカヤ     | ニコール・メリヒャル クベタ・ペシュケ                 | 4–6, 7–5, [10–7] |
| 優勝   | 2.  | 2019年7月21日 | ブカレスト           | クレー        | クリスティナ・プリスコバ | ジャケリネ・クリスティアン エレナ＝ガブリエラ・ルース | 6–4, 7–6(3)      |

## 4大大会シングルス成績
略語の説明
| W | F | SF | QF | #R | RR | Q# | LQ | A | Z# | PO | G | S | B | NMS | P | NH |

W=優勝, F=準優勝, SF=ベスト4, QF=ベスト8, #R=#回戦敗退, RR=ラウンドロビン敗退, Q#=予選#回戦敗退, LQ=予選敗退, A=大会不参加, Z#=デビスカップ/BJKカップ地域ゾーン, PO=デビスカップ/BJKカッププレーオフ, G=オリンピック金メダル, S=オリンピック銀メダル, B=オリンピック銅メダル, NMS=マスターズシリーズから降格, P=開催延期, NH=開催なし.
| 大会           | 2017 | 2018 | 2019 | 2020 | 通算成績 |
| -------------- | ---- | ---- | ---- | ---- | -------- |
| 全豪オープン   | A    | 1R   | 2R   | 1R   | 2-3      |
| 全仏オープン   | LQ   | 2R   | 3R   |      | 3-2      |
| ウィンブルドン | LQ   | 1R   | 1R   |      | 0-2      |
| 全米オープン   | 1R   | 1R   | 1R   |      | 0-3      |